# El hombre y el perro
El hombre y el perro (L'uomo e il cane) es una novela escrita por Carlo Cassola. Publicada en italiano por la editorial Rizzoli en 1977. La novela ganó el premio Bagutta en 1978.

## Argumento
El protagonista de la novela es un chucho,Jack, que abandonado por su dueño Álvaro, vaga solo e inquieto por el campo en Toscana. Después de haber intentado inútilmente regresar a casa, el perro encuentra a una pareja de ancianos cónyuges a los que recuerda a Tom, su perro, probablemente secuestrado por los gitanos. Brutalmente alejado, la compañía de Jack es rechazada otra vez por la dueña de una casa cercana, sin embargo su condición suscita la compasión de su hija, Grazia. El tiempo pasa, los recuerdos del perro se atenúan y se olvida incluso su nombre. Aunque guarda su istinto de animal doméstico, Jack quiere explorar el mundo que le rodea y justo  este deseo le lleva a encontrar al gato Tommaso. Los dos animales viven juntos, casi en simbiosis, durante un par de días hasta que el perro se va, prefiriendo la compañía del hombre a la libertad. Llegado a un pueblo, empieza a seguir a Danilo hasta llegar a su casa en el campo. Pero, engañado por la posibilidad de haber encontrado por fin un nuevo dueño, el probre no se da cuenta de las verdaderas intenciones del hombre: matarlo dejándolo morir cruelmente de hambre bajo el sol.[cita requerida]

## Personajes
- Jack: perro protagonista de la novela, es abandonado por su dueño a causa de un episodio desagradable con un vecino. El animal indisolublemente unido con el hombre, siempre es fiel a su dueño a pesar de los abusos sufridos.
- Álvaro: dueño de Jack, no duda en abandonarlo cuando se revela un peligro para su relación con el vecino.
- El gato Tommaso: encontrado en la segunda mitad de la novela, Tommaso es un gato callejero alejado por su dueña para satisfacer las necesidades de su novio. Es un animal independiente, listo a aceptar su condición para no renunciar a su libertad.
- Grazia: jovencita encontrada por Jack durante su vagar por el campo, es el primer contacto humano positivo que el perro consigue establecer después de las dificultades iniciales.
- Danilo: nuevo dueño de Jack, se revela su asesino.

## Crítica
El título del libro se refiere a los hombres en general, a sus sentimientos y comportamientos con los animales (y no solo): se trata de une metáfora de la condición humana, de la necesidad del hombre de buscar un dueño en el que confiar.[cita requerida]

## Premios
- Premio Bagutta (1978)[cita requerida]